# 566 (numero)
Cinquecentosessantasei (566) è il numero naturale dopo il 565 e prima del 567.

## Proprietà matematiche
- È un numero pari.
- È un numero composto.
- È un numero difettivo.
- È un numero semiprimo.
- È parte della terna pitagorica (566, 80088, 80090).
- È pari alla somma dei primi 18 numeri primi dispari (dal 3 al 67).
- È un numero felice.
- È un numero di Ulam.
- È un numero nontotiente (per cui la equazione φ(x) = n non ha soluzione).
- È un numero congruente.

## Astronomia
- 566 Stereoskopia è un asteroide della fascia principale del sistema solare.
- NGC 566 è una galassia lenticolare della costellazione dei Pesci.

## Astronautica
- Cosmos 566 è un satellite artificiale russo.